# Dascht-e Lut
Dascht-e Lut (persisch دشت لوت, DMG dašt-e lūt, ‚nacktes Plateau, leere Wüste‘, abgeleitet von dašt ‚Ebene‘, ‚Plateau‘, ‚Wüste‘ und lūt ‚nackt‘, ‚leer‘) oder Wüste Lut, kurz auch Lut, ist mit 166.000 km² die größte Wüste Irans.

## Beschreibung
Die Wüste Lut liegt im Iranischen Hochland. Bedingt durch die Wendekreislage steht sie unter dem Einfluss der Passatzirkulation und ist somit eine Wendekreiswüste. Neben diesen Folgen wird die Aridität (Trockenheit) durch das südwestlich liegende Zāgros-Gebirge verstärkt. Im Norden schließt sich die zweite große iranische Wüste an, die Dascht-e Kawir. Infolge dieser Bedingungen ist der jährliche Niederschlag geringer als 50 mm (bei einer potentiellen Verdunstung von 5000 mm). Die Wüste ist einer der heißesten Orte der Erde. Eine Bodenmessung im Sommer 2005 per Satellit ergab 70,7 °C. Eine wissenschaftliche Expedition konnte sogar eine Temperatur von 78,2 °C messen.
Während sich im Südwesten ein Abtragungsrelief gebildet hat, kommt es im Südosten zu einer Aufschüttung mit bis zu 420 m hohen Dünen. Im Gegensatz beispielsweise zur Sahara wurden keine Funde gemacht, die eine frühere menschliche Besiedlung bezeugen. Auch wurden bislang keine Fossilien oder andere Hinweise auf früheres Leben gefunden. Die Lut ist aufgrund dieser lebensfeindlichen Konditionen auch heute noch menschenleer. Allerdings wurden am Rand der Gebirgsketten der Wüste archäologische Hinweise auf eine 6000 Jahr alte Kultur gefunden. Im Jahr 2017 wurde von einer Expedition in der Wüste Lut in einem kleinen temporären See die neue Urzeitkrebsart Phallocryptus fahimii (ein Kiemenfüßer) entdeckt. Diese Art vermehrt sich mittels sogenannter Dauereier, die jahrzehntelang im ausgetrockneten Boden überleben können.
Im südlich der Lut gelegenen Gebirge leben im Sommer Nomaden; im Winter ziehen sie weiter Richtung Persischer Golf.
2016 wurde die Wüste Lut von der UNESCO als erste Stätte in Iran in die Liste des Weltnaturerbes aufgenommen.

## Galerie

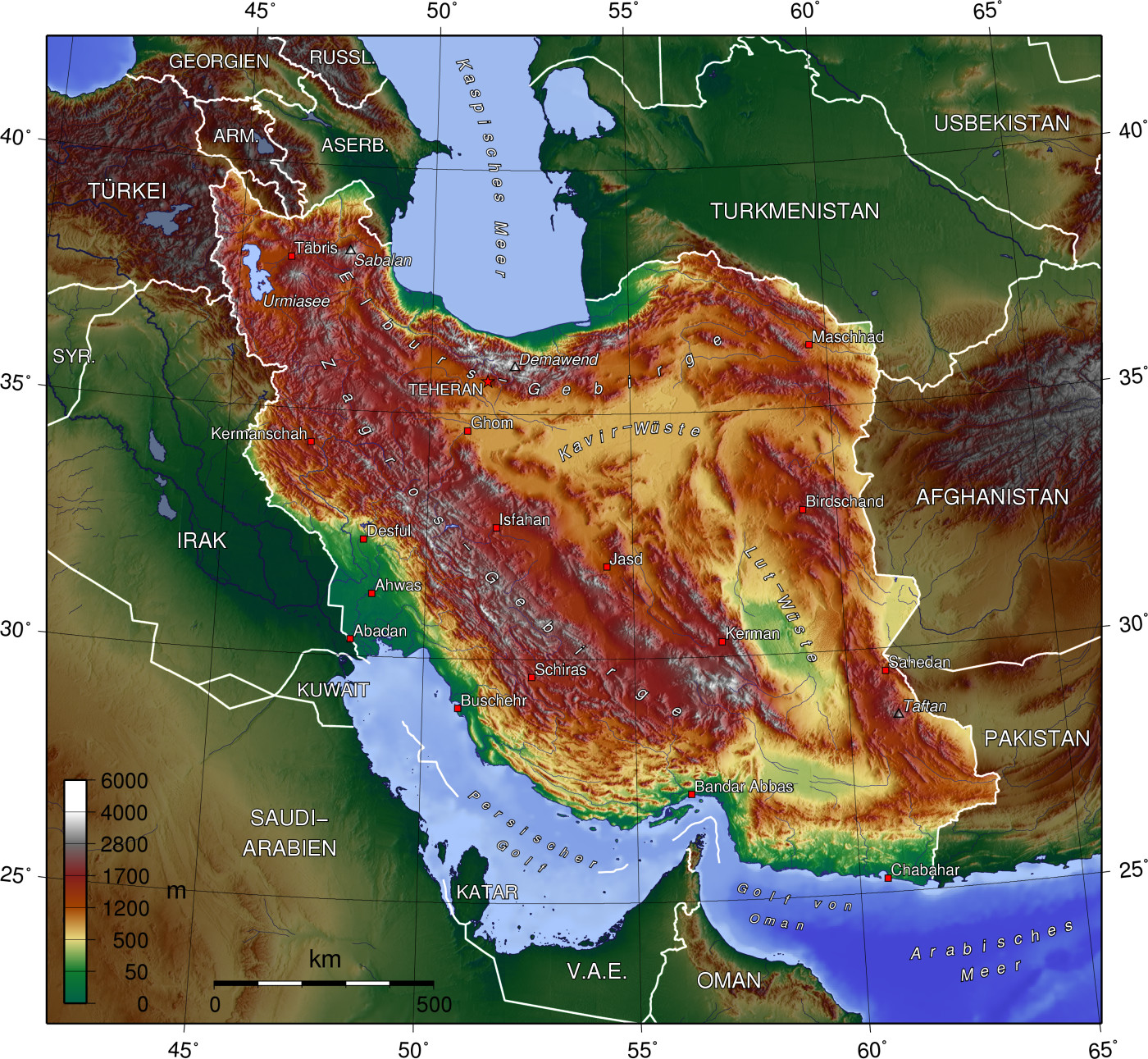
Irans Topografie mit Dascht-e Lut und Dascht-e Kawir
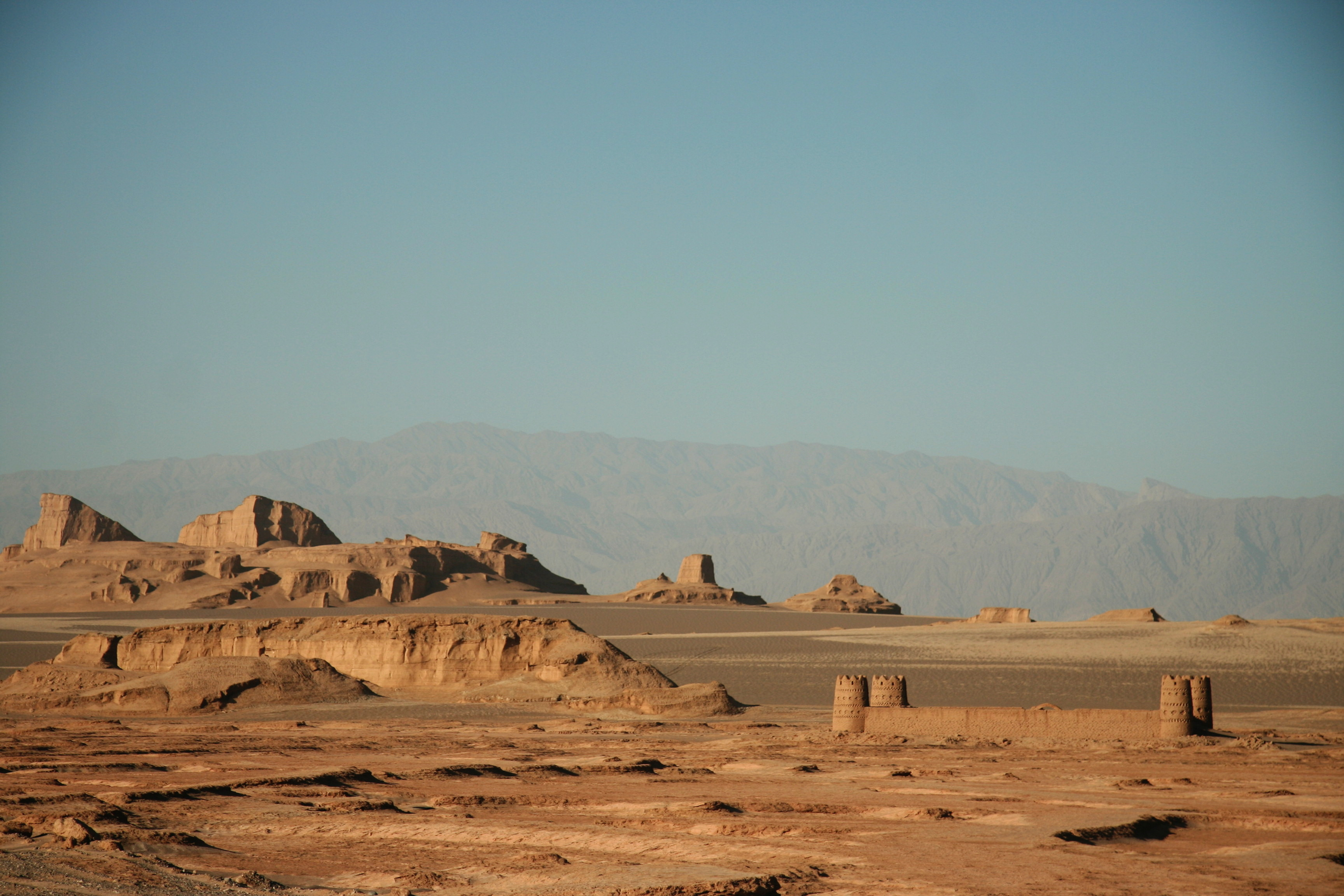
Yardang und eine kleine Karawanserei in der Dascht-e Lut
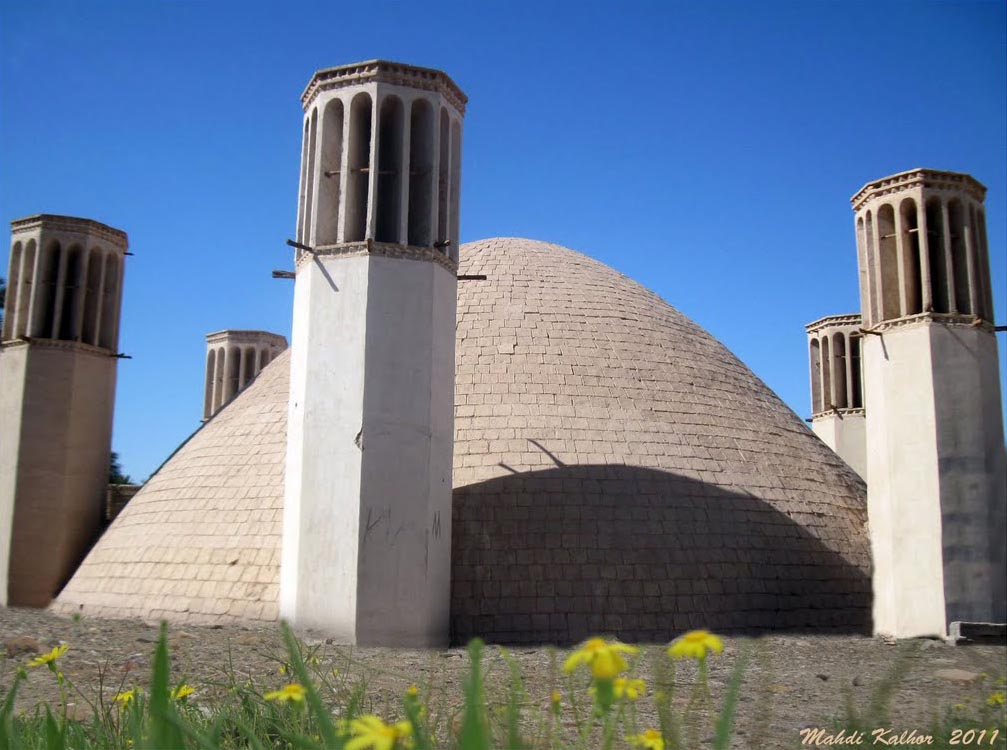
Eine Zisterne (Ab Anbar) mit sechs Windtürmen (Badgir) in der Schahdad-Wüste in der Dascht-e Lut